# Biserica de lemn din Bodia

Biserica de lemn din Bodia, judeţul Sălaj

Schiţa ancadramentul uşii de la biserica de lemn din Bodia, judeţul Sălaj

Biserica de lemn din Bodia se află în localitatea omonimă din județul Sălaj.